# Scleria achtenii
Scleria achtenii är en halvgräsart som beskrevs av De Wild. Scleria achtenii ingår i släktet Scleria och familjen halvgräs. Inga underarter finns listade i Catalogue of Life.